# Ленкавиця (гербова фігура)

Ленкави́ця (пол. Łękawica) — елемент герба у вигляді літери «W». Існують також варіант, що описують як перевернутий «М» або тричі зломлений укорочений пояс. Найбільш поширені кольори: срібний, синій чи золотий.
Може використовуватися як головний елемент герба, наприклад, в гербі Абданк або частина герба, як в Дебно, Сирокомля або герб міста Жари.